# Alida Giardina
Alida Giardina (...) è un'attrice, drammaturga e regista italiana.
È tra le protagoniste della stagione del Teatro d'avanguardia in Italia a partire dagli anni '70.

## Biografia
Dopo la laurea in Lettere e Filosofia con Maurizio Calvesi (tesi pubblicata con prefazione dello stesso), fonda con Silvio Benedetto -pittore e scultore argentino- il Teatro Autonomo di Roma che, insieme a Giancarlo Nanni, Manuela Kustermann, Memè Perlini, Antonello Aglioti, Giuliano Vasilicò, Remondi e Caporossi, Pippo Di Marca, Renato Mambor, Gianfranco Varetto, Leo De Berardinis, Perla Peragallo, si configura come una delle realtà più rappresentative della scena italiana.
Dei circa trenta spettacoli prodotti dalla compagnia teatrale (con, tra gli altri, gli attori storici Olga Macaluso, Massimo Verdastro, Carlos Valles, Gilberto Vitali, Maurizio Mosetti), Alida Giardina è stata la principale interprete oltre che curatrice degli adattamenti e della drammaturgia insieme al regista e direttore artistico Silvio Benedetto.
Il successo di critica e di pubblico ottenuto in Francia dalla ricerca portata avanti dalla compagnia del Teatro Autonomo di Roma (spettacoli in appartamenti, castelli, ville, palazzi, pullman -e sempre a stretto contatto con gli spettatori-), ha portato l’attrice a confrontarsi per anni anche con il teatro francese, con personaggi come Nicky Rietti, Philippe Lemaire, Jacques Baillon, Michel Boudon, Christian Rauth (Theatre National de l’Odeon), Pascal Rambert e Christine Boisson (Les Intèrieurs), Dominique Ferret (Memoires des Lycées et des Collèges), François Duval, Hervé Gauville, Mathieu Galay, Jean Beaudrillard, Antoine Vitez e Jean Louis Barrault e tanti altri intellettuali e artisti francesi. È interprete principale in spettacoli, prodotti dal Theatre Creation Espace, al Teatro dell’Odéon a Parigi.
Dalla cordiale amicizia con Simone De Beauvoir nasce lo spettacolo Una donna spezzata (Teatro alla Ringhiera di Roma, 1975); dalla grande affinitá con Klossowsky lo spettacolo  Roberta stasera, testo da lei adattato e interpretato (Teatro negli Appartamenti, Roma, 1983); dall'amicizia con Copi La notte di Madame Lucienne e La Piramide (testi che Copi stesso le consegna da tradurre e da mettere in scena), "...per la prima volta in Italia -rispettivamente il 6 maggio 1986 a Roma al Teatro Politecnico e il 14 febbraio 1989 nello stesso teatro" (Stefano Casi)
Dalla lunga collaborazione con il Ministero della Cultura Francese mette in scena molti spettacoli tra cui il Macbeth rappresentato a Villa Medici, sede dell'Accademia di Francia in Roma (maggio 1985), Poi venne l’intelletto allo Chateaubriand di Roma (aprile 1984) e poi ancora al Fénelon di Parigi, al Jules Ferry di Fécamp, al Teatro dell'Odeon di Parigi e in seno a prestigiosi Festival teatrali.
Con Andrée Ruth Schammah e con il Teatro Parenti, con Giancarlo Cauteruccio e i Krypton, con Elio de Capitani, Ferdinando Bruni e Ida Marinelli e il Teatro dell’Elfo, con Giuseppe Manfridi, con Giuliano Compagno, con Lina Prosa e tanti grandi protagonisti del teatro, Alida Giardina ha costruito rapporti personali e collaborazioni artistiche rese possibili dalla sostanziale unità di intenti dei molteplici linguaggi legati alla ricerca teatrale. Ma è dal suo lunghissimo sodalizio con Silvio Benedetto e il Teatro Autonomo di Roma che nascono gli spettacoli come Io, Marilyn Monroe, Lucrezia Borgia, Calamity Jane, Roberta stasera di Klossowski, Messalina, Santa Teresa d’Avila, Edipo e follìa, Il Diavolo, divenuti dei "veri e propri cult nella Roma degli anni d’oro della ricerca e di cui Alida Giardina è indimenticabile interprete".

## Teatro
- Una donna spezzata di Simone de Beauvoir, ad. di Alida Giardina, regia di Silvio Benedetto, Teatro alla Ringhiera, Roma; I^ ed. Festival Internazionale di Teatro delle Cinque Terre, Liguria 1975
- Ecuba da Euripide, ad. di Alida Giardina, regia di Silvio Benedetto, II^ ed. Festival Internazionale di Teatro delle Cinque Terre, Liguria, 1976
- La nave dei pazzi (La scuola dei buffoni – Escuriale), di M. De Ghelderode, regia di Silvio Benedetto, Anfiteatro di Luni, 1977
- Escurial-La scuola dei Buffoni, ad. da M. De Ghelderode, regia di Silvio Benedetto, Anfiteatro di Luni; III^ ed. Festival Int. Teatro delle Cinque Terre, Liguria, 1977
- Sir Halewijn di M. De Ghelderode, regia di Silvio Benedetto, IV^ ed. Festival Internazionale del Teatro delle Cinque Terre, Liguria, 1978
- Io, Marylin Monroe di Alida Giardina, regia di Silvio Benedetto, Teatro in Trastevere di Roma, 1979
- Lucrezia Borgia di Alida Giardina e Silvio Benedetto, Festival di Taormina, Anfiteatro di Taormina, 1980
- Messalina da Alfred Jarry ad. di Alida Giardina, regia di Silvio Benedetto, Teatro in Trastevere, Roma, 1980
- Santa Teresa d'Avila da 'Libro de mi vida', ad. di Alida Giardina e regia di Silvio Benedetto, Teatro negli Appartamenti, Roma; I^ ed. Festival Internazionale di Teatro 'Les Interieurs', Theatre Creation Espace, Parigi, 1980
- Il Diavolo di Alida Giardina e Silvio Benedetto, dal Teatro in Trastevere in itinere fino al Teatro negli Appartamenti, Roma, 1981
- Poker con Calamity Jane ad. di Alida Giardina dalle "Lettere alla figlia", regia di Silvio Benedetto, Teatro in Trastevere, Roma, 1981
- Eliogabalo da Antonin Artaud con la regia di Memè Perlini e Antonello Aglioti, Teatro La Piramide, Roma, 1981
- II tango della Morte di Alida Giardina e Silvio Benedetto, da Ghelderode, regia di Silvio Benedetto, Festival Int. di Teatro, Alhambra di Granada (Spagna), 1983
- Roberta stasera di Klossowski ad. di A. Giardina da Klossowski, regia di A. Giardina e di Silvio Benedetto, Teatro negli Appartamenti, Roma, 1983
- Poi venne l'intelletto...,, regia di Silvio Benedetto, Iº Festival Internazionale di Teatro "Memoires de Lycées et Collèges", Parigi dicembre 1983;  con la collaborazione del Ministero della Cultura francese allo Chateaubriand di Roma, marzo 1984
- Macbeth, da Shakespeare regia di Silvio Benedetto e Alida Giardina, IIº Festival Internazionale di Teatro "Memoires de Lycées et Collèges", Victor Duruy, Parigi; -con la collaborazione del Ministero della Cultura francese- a Villa Medici sede dell'Accademia di Francia in Roma, 1985
- Quel amour di Michel Boudon, regia di Jacques Baillon con Philippe Lemaire e Christian Rauth, Teatro dell’Odéon, Parigi, marzo 1986
- La notte di Madame Lucienne di Copi, regia di Silvio Benedetto, Teatro Politecnico, Roma, 1986
- La Visita, regia di Silvio Benedetto, III° Festival Internazionale di Teatro "Memoires de Lycées et Collèges", Parigi, 1987; -coproduzione Theatre Creation Espace di Parigi- al I° Festival Italien en Normandie, Fecamp, Normandia, 1988
- La Piramide di Copi, regia di Silvio Benedetto, Teatro Politecnico, Roma, 1989
- Zozos di Giuseppe Manfridi, regia di Andrea Taddei, Teatro dell'Elfo, Milano, 1994
- Madame Margherite di Roberto Athayde, regia di Alida Giardina, Fénelon, Parigi, 1994
- Anita di Roberto Jannone e Grazia Giardiello, regia di Andrea Taddei, Teatro Parenti, Milano, 1996
- La verité di Michel Boudon, regia di Michel Boudon, Parigi, Francia, 1999
- Clytennestre da Euripide, Theatre Creation Espace, Parigi, Francia, 2000
- Ubu c’è da Alfred Jarry, ad. Giuliano Compagno, regia di Giancarlo Cauteruccio, prod. Teatro Kripton, Teatro Studio di Scandicci, Firenze 2004-2007
- Madame Margherite di Roberto Athayde, regia di Alida Giardina, Fénelon, Parigi, 1994
- Il freddo da Thomas Bernhard, mise en espace di Alida Giardina, Rassegna "Les fleurs du mal" di Lina Prosa e Anna Barbera, Palermo, 2012
- Lampedusa beach di Lina Prosa, mise en espace di Lina Prosa, "La via dei tesori", Archivio storico, Palermo, 2013
- Crash Troades da Euripide, regia di Giancarlo Cauteruccio, inaugurazione del Pronto Soccorso di Careggi, Firenze, 2013
- Quando la tua pazzia... di Anonimo, Roman Soul Fest -quarant'anni di Basaglia-, evento ideato e organizzato da Raffaella Musillo, Teatro Marconi, Roma, 2018